# Ol'chovaja
Ol'chovaja(in russo: Ольховая) è una stazione della Metropolitana di Mosca. La stazione, inaugurata il 20 giugno 2019 assieme ad altre 3 stazioni della linea 1, serve l'insediamento di Sosenskoe, un villaggio del distretto di Novomskovskij aggregato alla città di Mosca nel 2012 e attualmente in via di urbanizzazione, facendo parte di un vastissimo progetto di ampliamento della città chiamato "Nuova Mosca".